# Gościno
Gościno (niem. Groß Jestin) – miasto w północno-zachodniej Polsce, położone w województwie zachodniopomorskim, w powiecie kołobrzeskim, siedziba gminy Gościno. Leży na Równinie Gryfickiej, nad strugą Gościnką.
Według danych z 30 czerwca 2014 Gościno miało 2448 mieszkańców.

## Położenie
Miasto leży na Równinie Gryfickiej ok. 20 km na południe od Kołobrzegu przy drodze wojewódzkiej nr 162. Przy wschodniej części miejscowości płynie struga Gościnka, która uchodzi 2,5 km na północ do rzeki Parsęty. Ok. 0,8 km na północny zachód od miasta znajduje się jezioro o takiej samej nazwie Gościno.
Powierzchnia nowego miasta wynosi 569,86 ha.
Ok. 0,5 km na południowy zachód od zabudowy Gościna leży osada Gościno-Żalno, natomiast 0,8 km na południowy wschód wieś Gościno-Dwór. Kolejną pobliską miejscowością są Lubkowice ok. 0,5 km na północny wschód.

## Historia
Obszar został włączony do państwa polskiego przez Mieszka I ok. 967 roku. Średniowieczna wieś Gościno była własnością rady miejskiej Kołobrzegu i nadana została miastu przez biskupa Johanna, a jeszcze wcześniej należała do Nicolausa z Jestina. Gościno posiadało kilka folwarków, jednym z nich był folwark Gościno-Dwór, przy drodze do Myślina.
Podczas II wojny światowej w lutym 1945 r. przez Gościno przeszedł marsz śmierci jeńców alianckich z niemieckiego obozu jenieckiego Stalag XX B.
Po wojnie w województwie szczecińskim, w latach 1950–1975 w tzw. dużym województwie koszalińskim, a w latach 1975-1998 w tzw. małym województwie koszalińskim.
W latach 1954–1972 wieś należała i była siedzibą władz gromady Gościno.
W roku 1986 uruchomiono tu wzorcową wiejską centralę telefoniczną, pierwsze tego typu rozwiązanie w PRL, opracowane przez krajowych specjalistów.
1 stycznia 2011 r. Gościno otrzymało status miasta.

## Toponimia
Pierwsza wzmiankę nazwy wsi odnotowano w 1238 r. jako Gostino, 1281 – Jezstyn .. maiorem, 1296 – Yestin, duabus villis ... antiquo et magno, 1329 – utraque villam nostram Iestin, 1334 – Gross Jestin, 1553 – Gestin, 1618, 1789 – Gr. Gestin, 1836 – Gr. Jestin. Nazwę Gościno wprowadzono urzędowo rozporządzeniem w 1946 roku, zastępując poprzednią niemiecką nazwę Groß Jestin. Wcześniej przez pierwsze powojenne miesiące przejściowo używano nazw Gostyń oraz Gostrzyń Pomorski.
Nazwa wsi została zapisana w 1238 r. jako Gostino od imienia Gość, będącego skrótem od imienia Gościmir. Nazwa Gościno pochodzi od nazwy osobowej *Gost, z sufiksem -in(o). W późniejszych zapisach głoskę G- oddane przez niemieckie J-, także o przechodziło w e, co było typowe dla gwar dolnoniemieckich. Nazwa złożona miała także człon odróżniający od niem. groß tj. polskie 'wielki', co jest tłumaczeniem członu łacińskiego używanego we wcześniejszych zapisach.

## Architektura

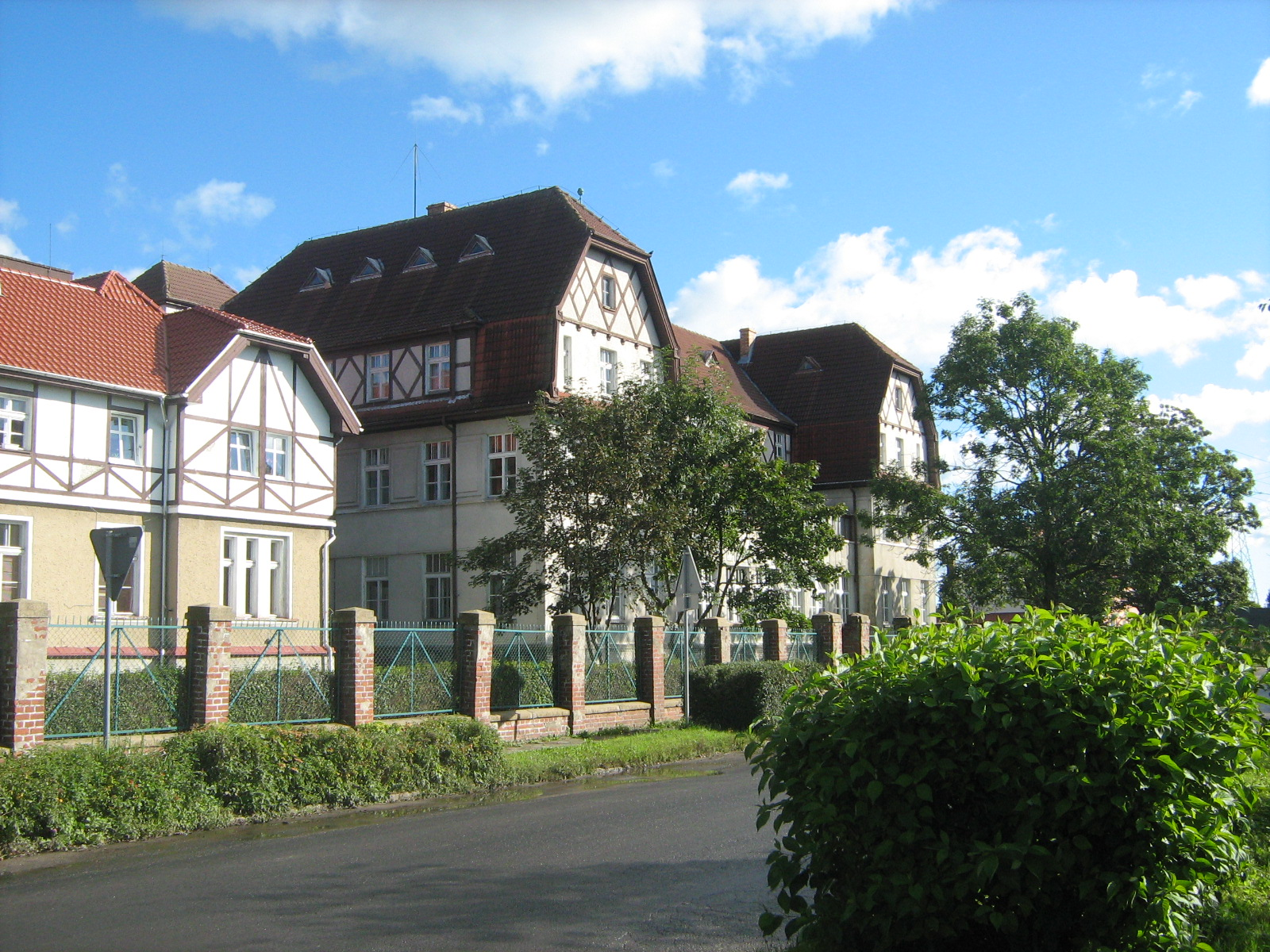
Ul. Karlińska, Dom Opieki Społecznej

W mieście zachowało się wiele przedwojennych domów, w tym okazały budynek w północnej części mieszczący tuż po wojnie szpital polowy, następnie przez długie lata Państwowy Dom Małego Dziecka, a obecnie m.in. Dom Opieki Społecznej i jedną z praktyk lekarskich. Zachodnią część miejscowości zajmuje osiedle dwupiętrowych bloków Spółdzielni Mieszkaniowej Zatorze. Przy drodze w kierunku Karlina rozdzielnia energetyczna i oczyszczalnia ścieków. Na skwerze u zbiegu ulic Kościelnej i IV Dywizji Wojska Polskiego znajduje się głaz narzutowy poświęcony Pamięci mieszkańcom którzy tworzyli polskość ziemi gościńskiej. Przy kościele ustawiono mniejszy głaz Ku pamięci dawniejszym niemieckim mieszkańcom.

### Zabytki

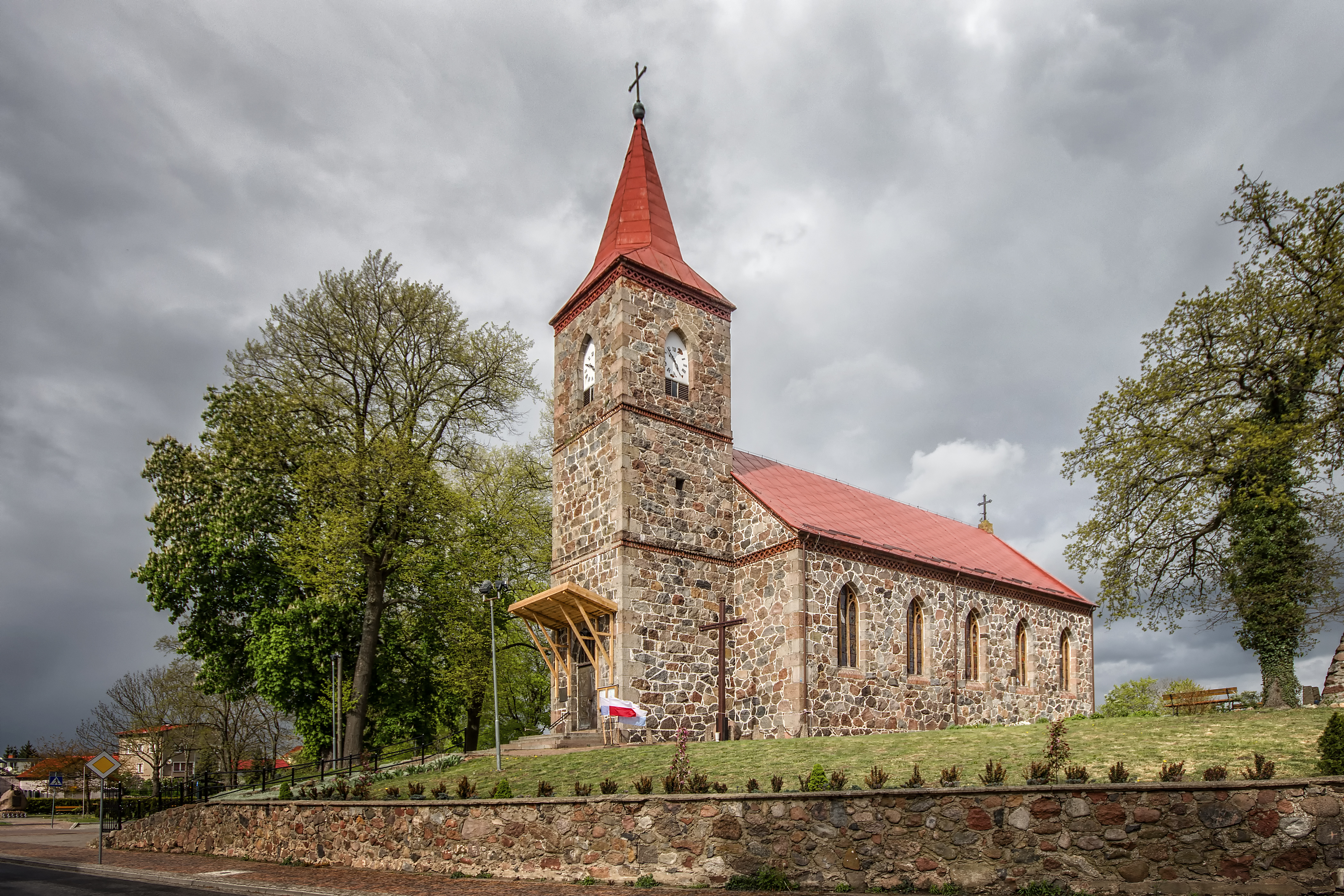
Kościół pw. Andrzeja Boboli z XIX wieku

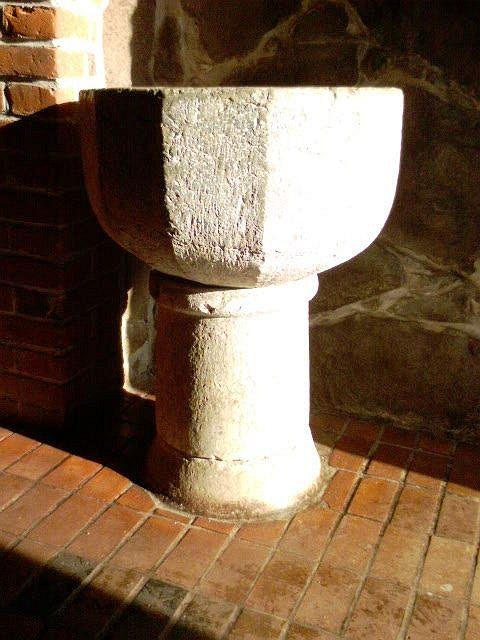
Chrzcielnica z przełomu XII/XIII wieku w kościele

W zabytkowym neogotyckim rzymskokatolickim kościele parafialnym pw. Andrzeja Boboli z 1869 znajduje się wykuta z pojedynczego kamienia (wapień gotlandzki) chrzcielnica z przełomu XII i XIII wieku w kształcie kielicha. Ponadto w rejestrze zabytków znajduje się przykościelny cmentarz.

## Infrastruktura
W mieście znajdują się: poczta, posterunek Policji, remiza Ochotniczej Straży Pożarnej, sklepy (spożywcze, apteki, metalowe, chemia gospodarcza, hurtownie materiałów budowlanych, części samochodowe, ogrodnicze i inne), bank z bankomatem, gastronomia, gospodarstwa agroturystyczne, praktyki lekarzy rodzinnych, cmentarz komunalny, boisko sportowe z zapleczem, kręgielnia. Przemysł spożywczy – 2 piekarnie, duży zakład przetwórstwa mleka firmy Polmlek; drzewny (tartaki). Siedziba wielu firm usługowych (m.in. transportowych, mechaniki samochodowej; 3 zakłady fryzjerskie). Siedziba Nadleśnictwa Gościno.

## Demografia

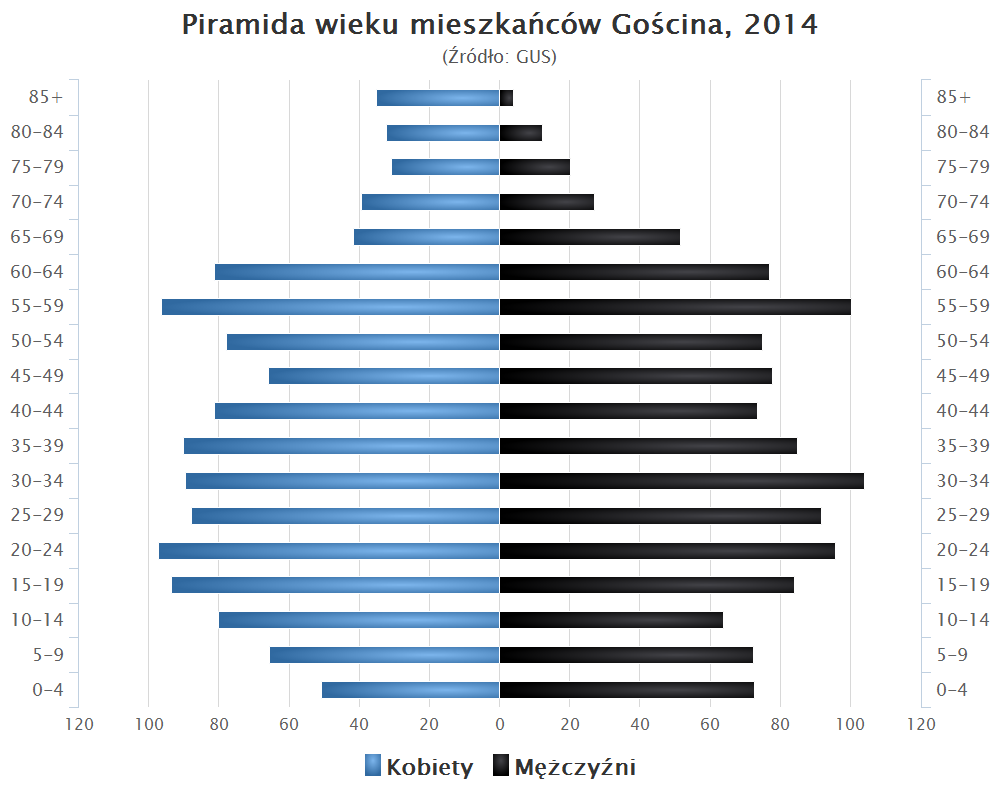
Piramida wieku mieszkańców Gościna w 2014 roku

## Transport
Połączenia autobusowe z Kołobrzegiem, zapewniane przez kilku przewoźników. Przez Gościno przebiegają również linie autobusowe do Białogardu, Świdwina, Połczyna-Zdroju i Wałcza. Do lat 90. XX w. w zachodniej części miejscowości funkcjonowała duża węzłowa, a następnie końcowa stacja wąskotorowej Kołobrzeskiej Kolei Dojazdowej. Tory w Gościnie całkowicie zdemontowano na przełomie lat 2006 i 2007. Śladem dawnego torowiska poprowadzono obwodnicę drogową miasta.

## Oświata
Placówki edukacyjne:

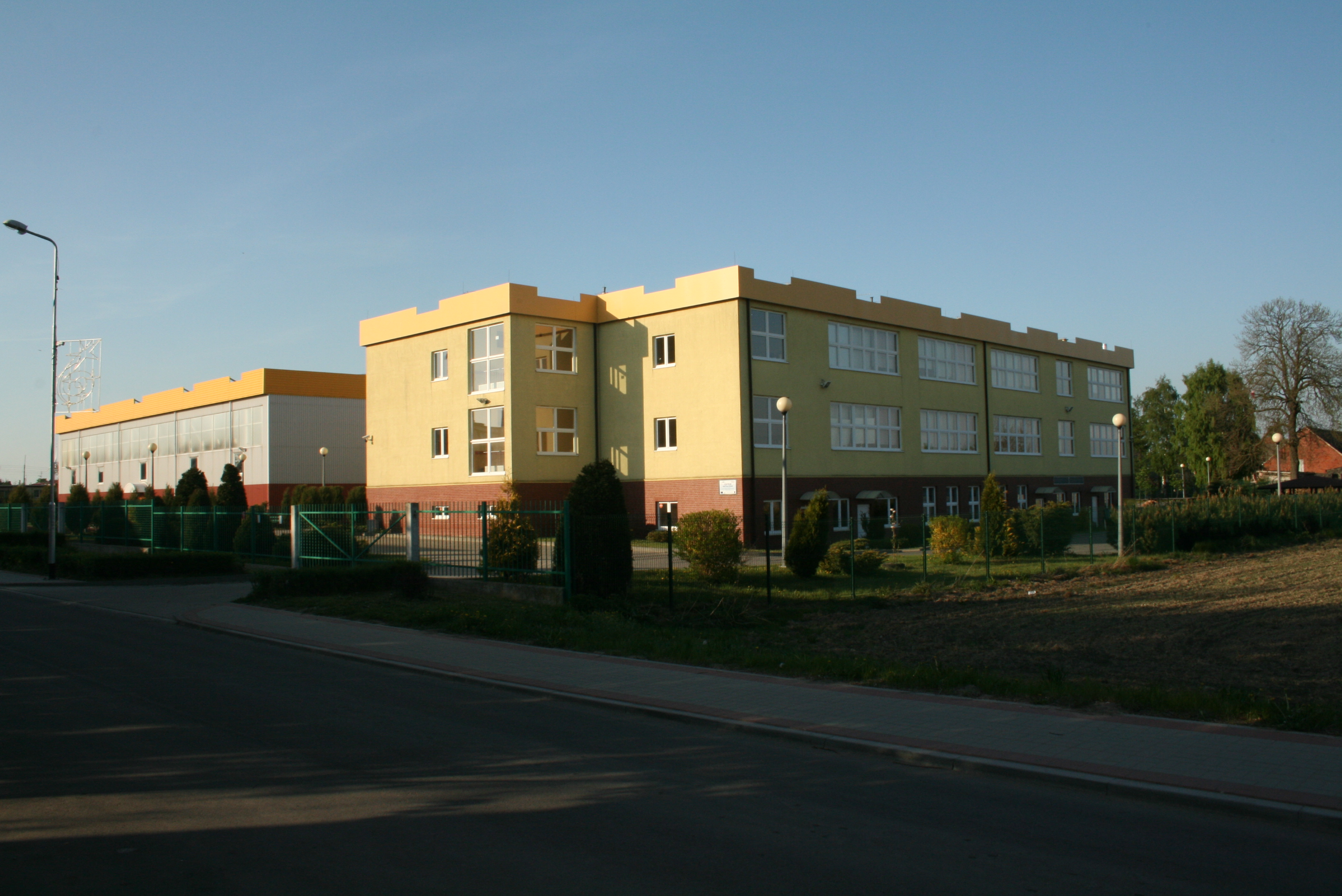
Dawne gimnazjum, ob. szkoła podstawowa

- Zespół Szkół w Gościnie – Przedszkole z Oddziałami Integracyjnymi
- Zespół Szkół w Gościnie – Szkoła Podstawowa z Oddziałami Integracyjnymi im. majora Henryka Sucharskiego
  - obiekt przy ul. Kościuszki
  - obiekt przy ul. Grunwaldzkiej (dawne gimnazjum im. Kazimierza Górskiego)
- Zespół Szkół im. Macieja Rataja

## Kultura i sport

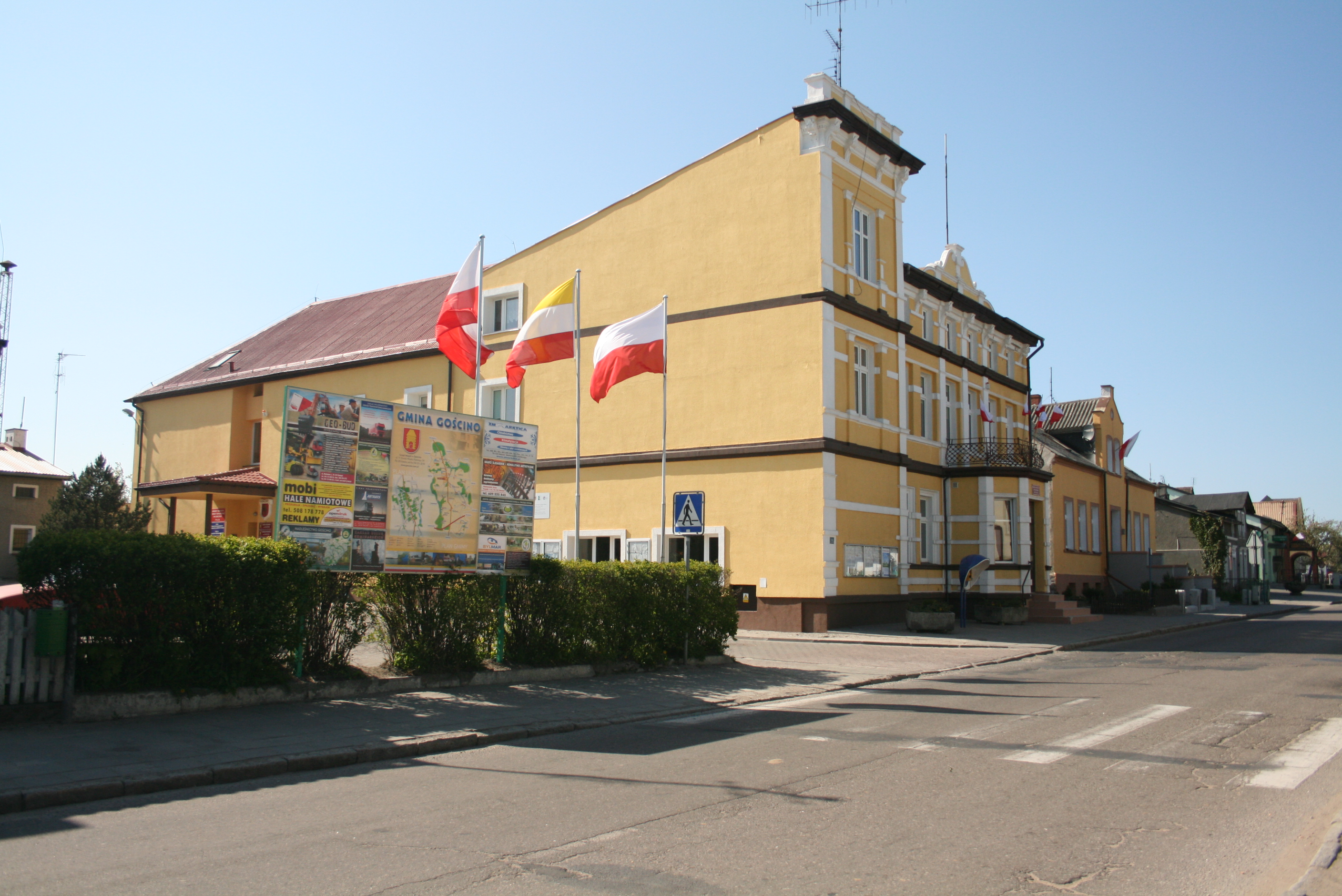
Urząd Miejski i Biblioteka w Gościnie

Gościno posiada boisko sportowe wraz z kortem tenisowym i zapleczem socjalnym. W mieście działa Klub Sportowy Olimp Gościno, którego zespół piłki nożnej gra w IV lidze. Zespół ma barwy klubowe miedziano-granatowe.
Co roku przez Gościno przejeżdża wyścig kolarski o Puchar Bałtyku.
W Gościnie znajduje się Biblioteka Publiczna Gminy Gościno im. Tomasza Nocznickiego. Od 2009 roku działa dom kultury.
Od lutego 2002 r. urząd gminy wydaje co miesiąc bezpłatny biuletyn Głos Gościna.
Corocznie w sierpniu obchodzone są Dni Gościna, w czasie których odbywają się różne festyny, wystawy i inne uroczystości związane z miastem i gminą.

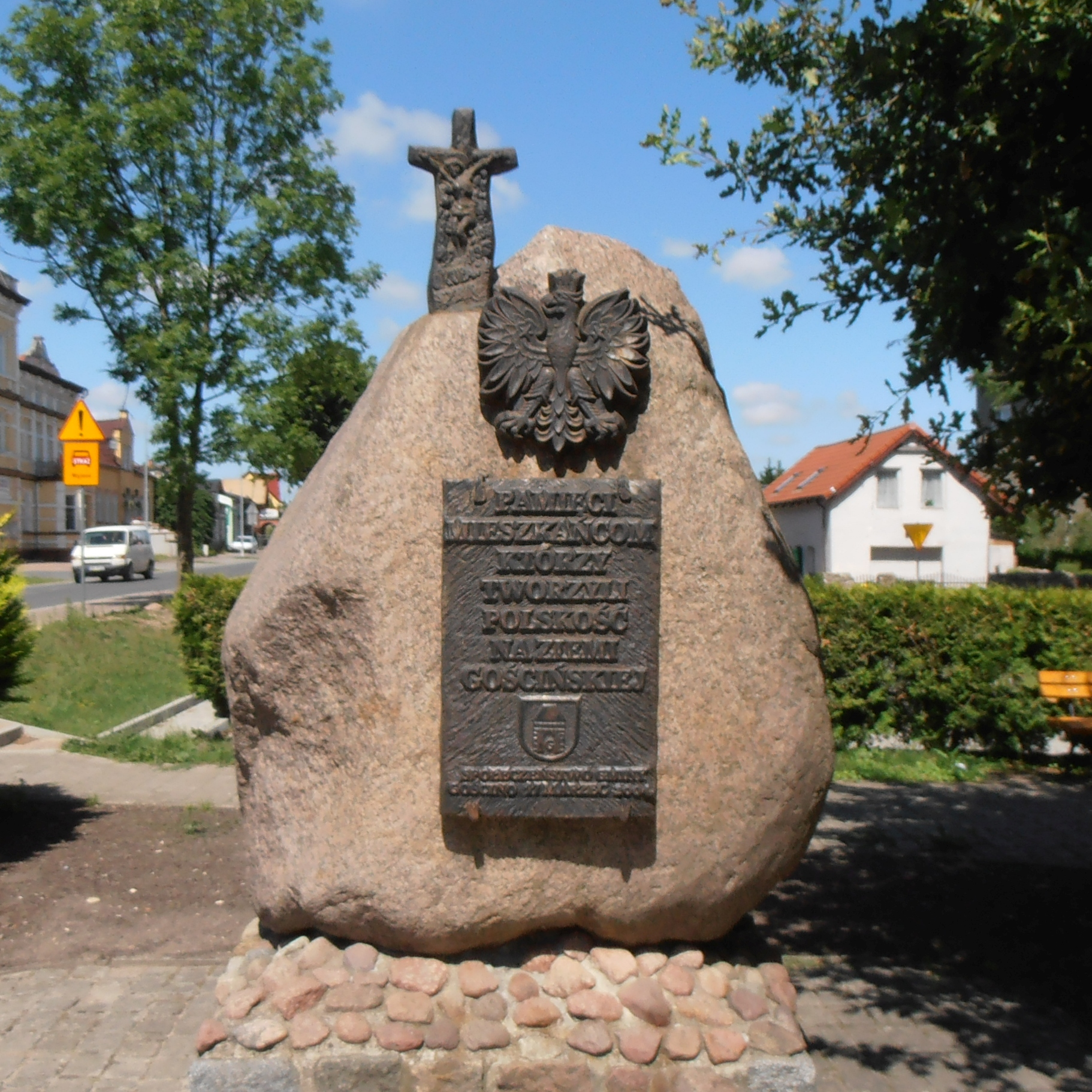
Głaz narzutowy poświęcony „Pamięci mieszkańcom którzy tworzyli polskość ziemi gościńskiej”

## Samorząd
Do Sołectwa Gościno należy 5 miejscowości: Gościno, Gościno-Dwór, Jarogniew, Jeziorki, Lubkowice. Rada sołecka, która wspomaga sołtysa może się składać od 3 do 6 członków, a ich liczbę ustala zebranie wiejskie.
Mieszkańcy sołectwa wybierają w dwóch okręgach wyborczych 8 z 15 radnych do Rady Gminy w Gościnie.

## Wspólnoty wyznaniowe
- Kościół rzymskokatolicki:
  - parafia św. Andrzeja Boboli
- Świadkowie Jehowy:
  - zbór Gościno (Sala królestwa, ul. Kolejowa 8)[32]